# Маршалок воєводства

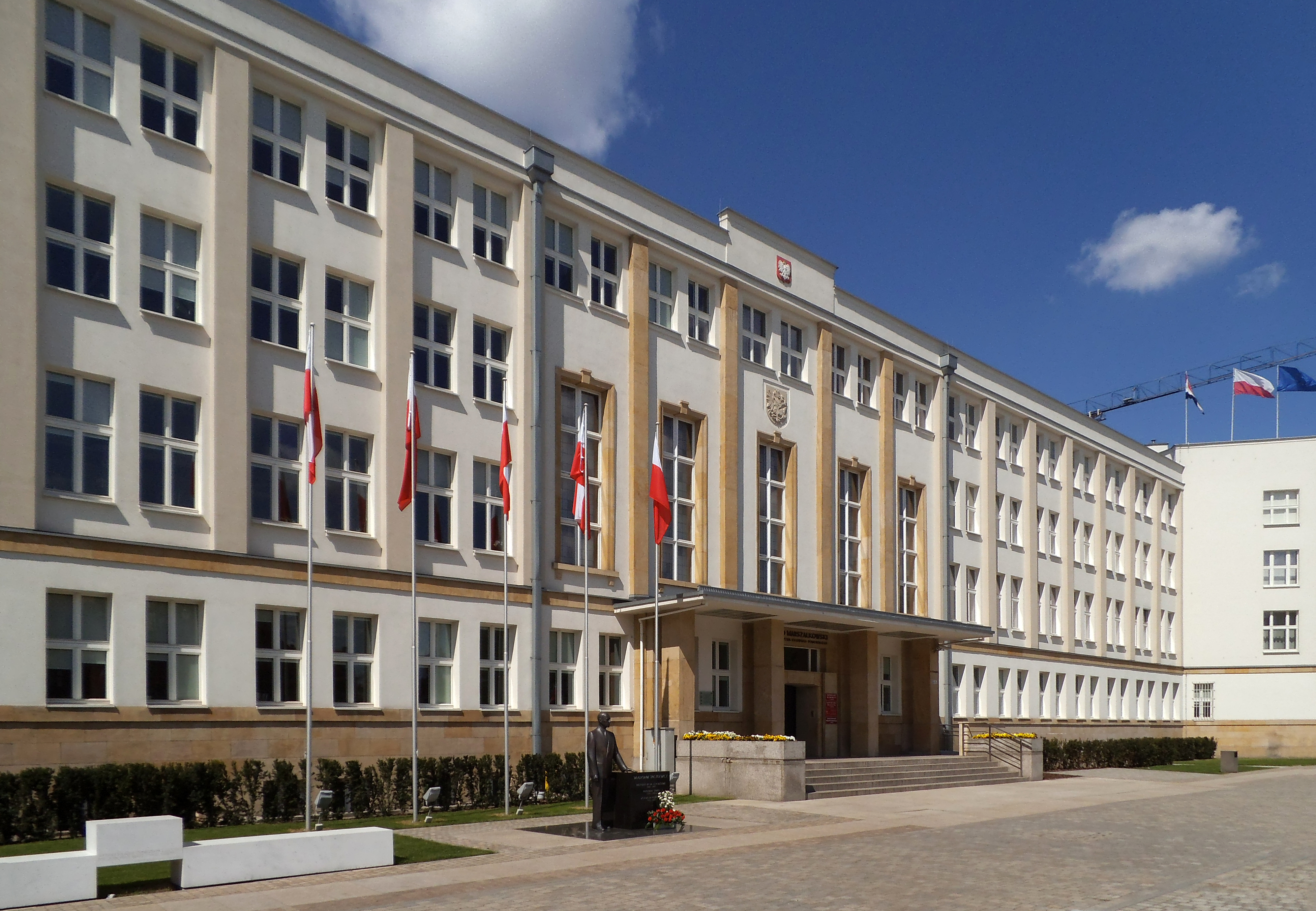
Канцелярія Маршалка Куявсько-Поморського воєводства в Торуні.

Маршалок воєводства – голова колегіального воєводського правління, виконавчого органу воєводського самоврядування. Посада воєводського маршалка була створена Законом 1998 року в рамках адміністративної реформи, яка, серед іншого, запроваджено 1 січня 1999 р. урядом провінції.
Маршалок воєводства організовує роботу управи та маршалківської канцелярії, керує поточними справами воєводства та представляє його назовні. Він є керівником маршалківської канцелярії та наглядачем її службовців, а також керівників організаційних одиниць воєводського самоврядування. До її компетенції входить винесення рішень в індивідуальних справах у сфері державного управління. Порядок призначення та звільнення маршалка, а також його основні повноваження визначені положеннями Закону про воєводське самоврядування.

## Призначення та відкликання
Маршалок обирається на сесії сеймику окремим таємним голосуванням із необмеженої кількості кандидатів, запропонованих сеймиковими радниками, причому сам маршалок не мусить бути радником. Обраним на цю посаду вважається кандидат, який набере абсолютну більшість голосів від статутного складу сеймику. Якщо повний склад воєводської управи не буде обраний протягом 3 місяців від дня оголошення результатів виборів, сеймик розпускається на підставі закону, що призводить до дострокових виборів.
Воєводські збори можуть звільнити воєводського маршалка через неприйняття голосу або за пропозицією не менше 1/4 статутного складу зборів. Звільнення маршалка відбувається більшістю не менше 3/5 голосів від статутного складу сеймику при таємному голосуванні. Голосування по апеляції проводиться провінційними зборами після заслуховування висновку ревізійної комісії на наступній сесії після тієї, на якій було подано прохання про скасування, але не раніше ніж через 1 місяць з дати подання апеляції. запит. Якщо подання про звільнення маршала не набрало необхідної більшості голосів, повторне подання про звільнення може бути подано не раніше ніж через 6 місяців після попереднього голосування.